# Rampart (film)
Rampart è un film del 2011 diretto da Oren Moverman, basato su un soggetto di James Ellroy, coautore della sceneggiatura assieme a Moverman.
Con protagonista Woody Harrelson, il film è ispirato alle vicende dello scandalo Rampart.

## Trama
Nella Los Angeles di fine anni novanta, l'agente di polizia Dave Brown, veterano della guerra del Vietnam, lavora presso una divisione del Los Angeles Police Department, finita più volte al centro di casi di corruzione. L'agente opera seguendo una personale linea di condotta, fatta di violenza e soprusi, al limite della legalità. Quando pesta un semplice sospettato sotto gli occhi delle telecamere, l'agente viene messo al centro di una spinosa inchiesta, dove non rinnega i suoi modi duri e machisti, nonostante le pressioni del Dipartimento. Nella sua vita al limite, fatta di alcool ed incontri fugaci, l'agente dovrà lottare per non farsi schiacciare dalle vicende professionali e personali.

## Distribuzione
Il film è stato presentato in anteprima al Toronto International Film Festival nel settembre 2011. È stato distribuito per una sola settimana il 23 novembre 2011, solamente nelle città di Los Angeles e New York, per permettere al film di concorrere agli Oscar 2012. Nei mesi successivi è poi stato distribuito regolarmente.